# Кара-Чолок
Кара-Чолок (кирг. Кара-Чолок) — село в Сузакском районе Джалал-Абадской области Кыргызстана. Входит в состав Курманбекского айылного аймака.

## География
Село расположено в юго-восточной части области, на левом берегу реки Кёгарт, на расстоянии приблизительно 38 километров (по прямой) к северо-востоку от села Сузак, административного центра района. Абсолютная высота — 1294 метра над уровнем моря.

## История
До 8 сентября 2003 года село носило название Люблино.

## Население
Согласно оценочным данным Национального статистического комитета Кыргызской Республики, численность населения села на начало 2023 года составляла 2602 человека.
| год     | 2009 | 2014 | 2015 | 2020 | 2021 | 2023 |
| ------- | ---- | ---- | ---- | ---- | ---- | ---- |
| человек | 2075 | 2470 | 2174 | 2424 | 2499 | 2602 |